# 줄리오 나타
줄리오 나타(이탈리아어: Giulio Natta, 1903년 2월 26일 ~ 1979년 5월 2일)는 이탈리아의 화학자이다. 1963년 고분자화학과 기술 분야에 대한 연구로 카를 치글러와 함께 노벨 화학상을 수상했다.
밀라노 대학교에서 교수로 재직한 적이 있다.

## 수상 경력
- 1963년 : 노벨 화학상
- 1969년 : 로모노소프 황금 메달

## 같이 보기
- 폴리프로필렌

## 참고 문헌
- C.E.H. Bawn (1979). “Giulio Natta, 1903—1979”. 《Nature》 280 (5724): 707. Bibcode:1979Natur.280..707B. doi:10.1038/280707a0.